# Quốc kỳ Madagascar
Quốc kỳ Madagascar (tiếng Pháp: Drapeau de Madagascar) gồm hai dải ngang màu đỏ, lục, theo thứ tự từ trên xuống dưới. Mé cán cờ có một hình chữ nhật cân màu trắng.

## Cờ hiện tại

### Dân tộc

2:3 Cờ của người Merina

### Quân đội

2:3 Cờ hiệu nhân viên quân đội thứ hạng Brigade General
2:3 Flag of the Chief of Army Staff in the rank of Divisional General
1:2 Cờ hiệu của nhân viên Không lực Hải quân thứ hạng Commodore hoặc thấp hơn
1:2 Cờ hiệu nhân viên Không lực Hải quân thứ hạng Rear Admiral
1:2 Cờ hiệu nhân viên Không lực Hải quân thứ hạng Vice Admiral
1:2 CỜ hiệu Commander of a Naval Group
1:2 Cờ hiệu Commander of a Naval Base
1:20 Cờ hiệu Masthead